# Regering-Theunis IV
De regering-Theunis IV (20 november 1934 - 25 maart 1935) was een Belgische regering. Het was een coalitie tussen de Katholieke Unie (80 zetels) en de Liberale Partij (24 zetels). De regering volgde de regering-De Broqueville V op en werd opgevolgd door de regering-Van Zeeland I.

## Samenstelling
De regering-Theunis IV telde 13 ministers: 7 voor de katholieken en 6 voor de liberalen.
| Ambtsbekleder                                | Ambtsbekleder                    | Ambtsbekleder                          | Functie                                            | Termijn                            | Partij                        |
| -------------------------------------------- | -------------------------------- | -------------------------------------- | -------------------------------------------------- | ---------------------------------- | ----------------------------- |
|                                              |                                  | Georges Theunis (1873-1966)            | Eerste Minister                                    | 20 november 1934 - 25 maart 1935   | extraparlementair (katholiek) |
|                                              |                                  | Emile Francqui (1863-1935)             | Lid van de Ministerraad                            | 20 november 1934 - 25 maart 1935   | extraparlementair (liberaal)  |
|                                              |                                  | Paul Hymans (1865-1941)                | Minister Buitenlandse Zaken en Buitenlandse Handel | 20 november 1934 - 25 maart 1935   | Liberale Partij               |
|                                              |                                  | Albert Devèze (1881-1959)              | Minister Landsverdediging                          | 20 november 1934 - 25 maart 1935   | Liberale Partij               |
|                                              |                                  | Frans Van Cauwelaert (1880-1961)       | Minister Landbouw                                  | 20 november 1934 - 14 januari 1935 | Katholieke Unie               |
| Minister Openbare Werken                     | 20 november 1934 - 25 maart 1935 | Frans Van Cauwelaert (1880-1961)       |                                                    |                                    | Katholieke Unie               |
|                                              |                                  | François Bovesse (1890-1944)           | Minister Justitie                                  | 20 november 1934 - 25 maart 1935   | Liberale Partij               |
|                                              |                                  | Hubert Pierlot (1883-1965)             | Minister Binnenlandse Zaken                        | 20 november 1934 - 25 maart 1935   | Katholieke Unie               |
| Minister ad interim Landbouw                 | 14 januari 1935 - 13 maart 1935  | Hubert Pierlot (1883-1965)             |                                                    |                                    | Katholieke Unie               |
|                                              |                                  | Jules Hiernaux (1881-1944)             | Minister Openbaar Onderwijs                        | 20 november 1934 - 25 maart 1935   | extraparlementair (liberaal)  |
|                                              |                                  | Camille Gutt (1884-1971)               | Minister Financiën                                 | 20 november 1934 - 25 maart 1935   | extraparlementair (liberaal)  |
|                                              |                                  | Philip Van Isacker (1884-1951)         | Minister Economische Zaken                         | 20 november 1934 - 25 maart 1935   | Katholieke Unie               |
| Minister ad interim Openbare Werken          | 14 januari 1935 - 13 maart 1935  | Philip Van Isacker (1884-1951)         |                                                    |                                    | Katholieke Unie               |
| Minister Openbare Werken                     | 13 maart 1935 - 25 maart 1935    | Philip Van Isacker (1884-1951)         |                                                    |                                    | Katholieke Unie               |
|                                              |                                  | Edmond Rubbens (1894-1938)             | Minister Arbeid en Sociale Voorzorg                | 20 november 1934 - 25 maart 1935   | Katholieke Unie               |
|                                              |                                  | Charles du Bus de Warnaffe (1894-1965) | Minister Verkeerswezen                             | 20 november 1934 - 25 maart 1935   | Katholieke Unie               |
| Minister Posterijen, Telegrafie en Telefonie | 20 november 1934 - 25 maart 1935 | Charles du Bus de Warnaffe (1894-1965) |                                                    |                                    | Katholieke Unie               |
|                                              |                                  | Paul Charles (1885-1954)               | Minister Koloniën                                  | 20 november 1934 - 25 maart 1935   | extraparlementair (katholiek) |
|                                              |                                  | August De Schryver (1898-1991)         | Minister Landbouw                                  | 13 maart 1935 - 25 maart 1935      | Katholieke Unie               |

### Herschikkingen
- Op 14 januari 1935 nam Frans Van Cauwelaert (katholiek) ontslag als minister van  Landbouw, Middenstand en Openbare Werken. Hubert Pierlot (katholiek) werd minister van Landbouw ad interim en Philip Van Isacker (katholiek) werd minister van Openbare Werken ad interim.
- Op 13 maart 1935 werd August De Schryver (katholiek) minister van Landbouw en Philip Van Isacker (katholiek) minister van Openbare Werken.

## Bron
- Regering-Theunis IV, Belelite.